# Verrucaria inficiens
Verrucaria inficiens är en lavart som beskrevs av Breuss. Verrucaria inficiens ingår i släktet Verrucaria och familjen Verrucariaceae.   Inga underarter finns listade i Catalogue of Life.